# Leucopodella balboa
Leucopodella balboa är en tvåvingeart som först beskrevs av Hull 1947.  Leucopodella balboa ingår i släktet Leucopodella och familjen blomflugor.
Artens utbredningsområde är Costa Rica. Inga underarter finns listade i Catalogue of Life.